# سلطانایوو
سلطانایوو (انگلیسی: Sultanayevo) یک شهرک در شهرستان کالتاسینسکی استان باشقیرستان کشور روسیه است.